# Lesauto

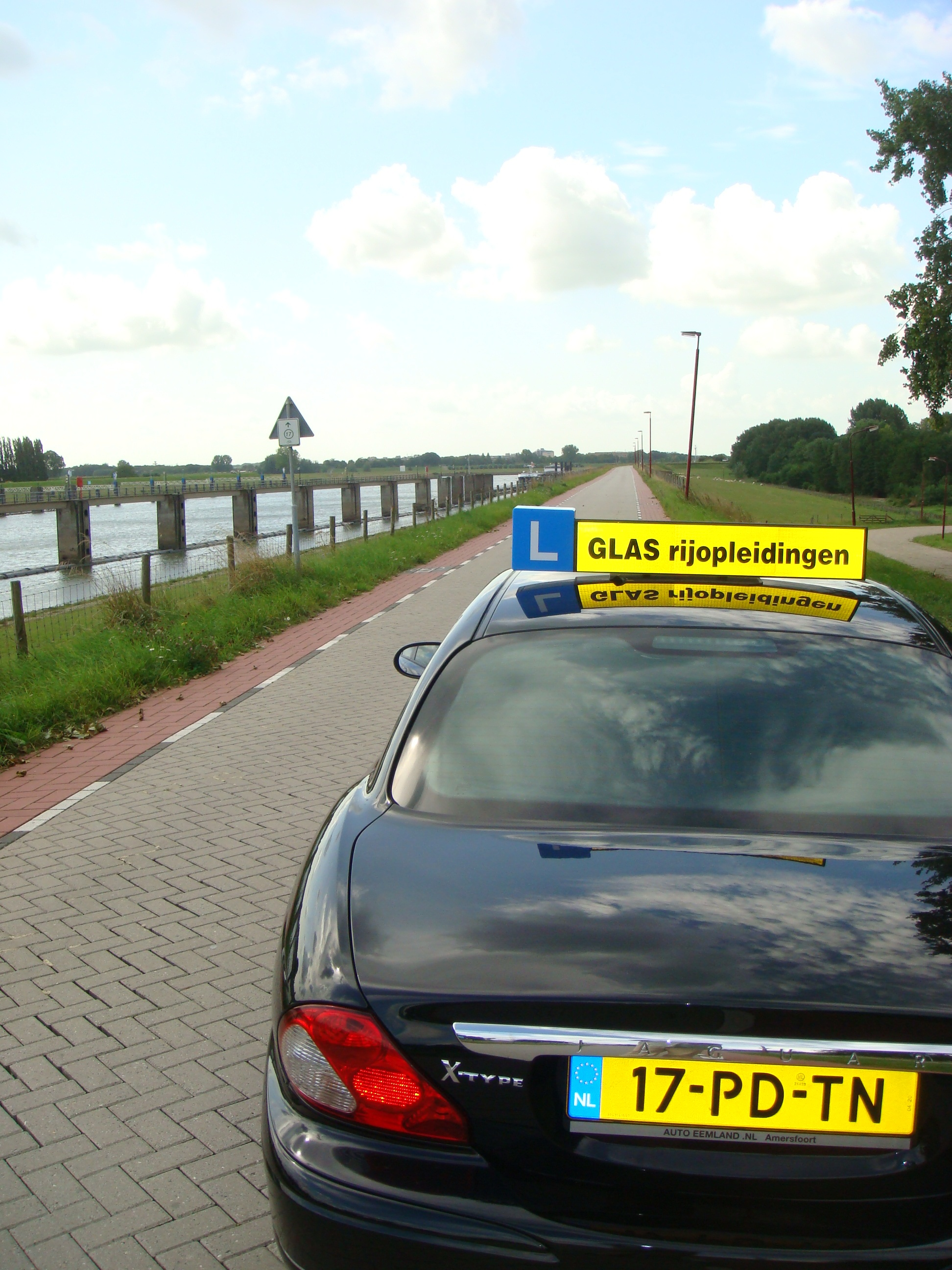
Lesauto in Nederland

Een lesauto is een auto die wordt gebruikt voor rijles en voor rijexamen.
Een lesauto heeft gedeeltelijk dubbele bediening, namelijk rempedaal en koppelingspedaal en bij sommige rijscholen ook het gaspedaal. Een lesauto heeft extra spiegels, zodat de instructeur niet alleen het verkeer achter en naast de auto, maar ook de leerling in de gaten kan houden.
Een lesauto wordt niet kant-en-klaar door een autobedrijf geleverd. De auto wordt eerst omgebouwd door een gespecialiseerd bedrijf, voordat de auto als lesauto gebruikt kan worden.
Een lesauto moet zijn voorzien van een bord of sticker met een witte letter L tegen een blauwe achtergrond. Voor het doen van een examen is het bord op het dak verplicht, de sticker is niet voldoende. Op deze manier is de lesauto makkelijk te herkennen voor andere bestuurders. Op het bord op het dak wordt vaak de naam van de rijschool waartoe de lesauto behoort vermeld.
Een auto met twee of drie deuren mag voor het rijexamen niet worden gebruikt — wel voor de rijlessen.